# Karin Zobeley
Karin Zobeley es una deportista alemana que compitió para la RFA en remo. Ganó una medalla de bronce en el Campeonato Mundial de Remo de 1989, en la prueba de cuatro sin timonel ligero.

## Palmarés internacional
| Campeonato Mundial | Campeonato Mundial | Campeonato Mundial | Campeonato Mundial        |
| Año                | Lugar              | Medalla            | Prueba                    |
| ------------------ | ------------------ | ------------------ | ------------------------- |
| 1989               | Bled (Yugoslavia)  | Medalla de bronce  | Cuatro sin timonel ligero |